# Bread and Wine: An Erotic Tale of New York
Bread and Wine: An Erotic Tale of New York (ou Bread & Wine) est un roman graphique américain de 1999 écrit par Samuel R. Delany avec des illustrations de Mia Wolff,,. Le livre est réimprimé par Fantagraphics Books en 2013 avec une interview de Delany et Wolff. L'introduction a été rédigée par Alan Moore.

## Résumé
Le roman raconte l'histoire de la rencontre entre Samuel R. Delany et Dennis Ricket, un sans abri, à New-York. Les deux hommes deviennent amants et s'engagent ensuite dans une relation non exclusive durable.

## Thèmes
Delany reprend le thème du lumpen proletariat abordé dans The Mad Man en 1994. Il fait également référence dans le livre à des éléments surnaturels et classiques du romantisme européen, par exemple quand Dennys Ricket est dessiné traversant Central Park et passant par l'entrée d'une cave ressemblant en tous points au jardin de Bomarzo en Italie. À côté du dessin se trouve une citation de Holderlin tiré de son célèbre poème Brod und Wein (Du Pain et du vin, à propos des mystères de la nuit et de la lune.